# Bazilika Marije Snežne, Bergamo
Bazilika Marije Snežne je v Bergamu v Lombardiji v severni Italiji. Gradnja se je začela leta 1137, a je niso dokončali. Je enoladijska z zahodno fasado in je pomembna izključno zaradi svojih dodatkov, zlasti  Cappelle Colleoni. Fasada prečne ladje z vhodom je iz okrog 1350.

## Zgodovina
Cerkev je bila ustanovljena leta 1137. Pred njo je bila na istem kraju starejša cerkev iz 8. stoletja, posvečena Mariji, ki je bila zgrajena na rimskem templju, posvečenem boginji usmiljenja. Glavni oltar je bil posvečen leta 1185, leta 1187 so bili dokončani prezbiterij in krila transepta. Zaradi finančnih težav so v 13. in 14. stoletju dela zastala. Zvonik je bil zgrajen 1436 (dokončan okoli konca stoletja), medtem ko je bila med 1481 in 1491 dodana nova zakristija, ko je staro uničil Bartolomeo Colleoni, da je postavil svoj mavzolej oziroma kapelo.
Leta 1521 je Pietro Isabello končal jugozahodni portal (Vrata vodnjaka) Porta della Fontana. Zgradba je bila obnovljena in spremenjena v 17. stoletju.

## Arhitektura
Cerkev se odpre na Stolnični trg (Piazza Duomo) na svoji levi strani, glavna fasada nima vhoda, saj je bila nekoč združena s škofovsko palačo. Zunanji videz je v glavnem ohranil svoj lombardski romanski izvor. V cerkev je mogoče vstopiti skozi dva vhoda, skozi vrata Giovannija da Campioneja (1353) in Isabellova Porta della Fontana.
Glavna apsida je okronana z ložo z dvema frizoma z geometričnimi in rastlinskimi vzorci in ima slepe arkade s polstebri. Kapiteli imajo tudi rastlinske vzorce, razen enega, ki pa je okrašen z angeli s trobentami poslednje sodbe.
Apside transepta imajo podobno strukturo kot glavna.
Opazno je preddverje Giovannija da Campioneja v levi prečni ladji, ki je podprto s stebri, ti pa z levi iz veronskega marmorja. Lok ima friz z lovskimi prizori, medtem ko obok krasijo večbarvni rombi. V loži so kipi svete Barbare, Vincencija in Aleksandra. Na vrhu je gotska niša Hansa von Fernacha (1403) z Marijo z detetom, ob strani sta sveta Estera in sveta Greta (1398). Tudi Campionejevo predverje je v desnem transeptu s podobno, čeprav enostavnejšo strukturo. Stebri so podprti z levi iz belega marmorja. Relief predstavlja Kristusa, ki ga kronajo svetniki in Rojstvo Krstnika.
Isabellovo renesančno preddverje ima v luneti fresko Marijinega rojstva, pripisana je Andrei Previtaliju.

## Notranjost
Notranjost je ohranila prvotni romanski tloris grškega križa z glavno in dvema stranskima ladjama, deljeno z masivnimi stebri, konča se z apsido, vendar je okrasje večinoma iz obdobja baročne prenove v 17. stoletju.
Na stenah so tapiserije, nekatere je naredil Alessandro Allori v Firencah (1583–1586), nekatere so flamske, prikazujejo življenje Marije. Nad tapiserijo Križanje (narejeno v Antwerpnu na podlagi risbe Ludwiga van Schoora, 1698) je slika  Luche Giordana Prečkanje Rdečega morja (1691).
Levo od vhoda je grobnica kardinala Guglielma Longhija, delo Uga da Campioneja (1913–1320). Na zadnji steni je grob skladatelja  Gaetana Donizettija, delo Vincenza Vele (1855) in poznejšega mojstra Simona Mayra (1852). Na začetku leve stranske ladje je baročna spovednica Andree Fantonija, izrezljana leta 1704. Razpelo iz 14. stoletja je na balustradi prezbiterija.
V samem prezbiteriju je šest bronastih svečnikov iz leta 1597, lesen kor sta zasnovala Bernardo Zenale in Andrea Previtali. Reliefi s svetopisemskimi zgodbami so bili narejeni med 1524 in 1555 po modelih Lorenza Lotta. Značilen večbarvni učinek je dosežen z uporabo različnih vrst lesa.
Na desnem transeptu so freske, podobne Giottovim, neznanega umetnika, ki prikazujejo zgodovino svetega Egidija: zadnjo večerja in drevo življenja (1347), ki sta delno pokriti fresko iz 17. stoletja.

## Galerija
- Pogled na apsido
- Preddverje Giovannija da Campioneja nad levim transeptom
- Preddverje nad desnim transeptom
- Notranjost
- Detajl leva, ki podpira steber na portalu desnega transepta

## Zanimivosti
Bazilika je bila vedno zelo pomembna za skupnost. Na severnih stenah prečne ladje so bili vzorci starih bergamskih mer za tkalce in zidarje, kot sta vatel in dolžina, ki sta še danes vidna. Meščani in obrtniki so jih morali strogo spoštovati.
Bila je navada, da so meščani cerkvi zapuščali svoje lepo pohištvo, kot so klopi.
S papeško bulo iz leta 1453 je bila cerkev izvzeta iz škofovske pristojnosti, prepuščena je bila družbi za usmiljenje, kot je leta 1449 objavil svet bazilike skupnosti.
Na južnih vratih je napis, da so cerkev začeli graditi leta 1137, a je na njem nekaj napak. Škof ni bil Rogerio, kot je napisano, ampak Gregorio, in Lotario ni bil samo vladar, ampak že kralj. To dokazuje, da napisani podatki niso originalni.
Cerkve so imele zunanje arkade, kjer je bil prostor za obrtnike in trgovce. Na nekaterih so bila napisana imena meščanov iz pomembnih družin. Bazilika Marije Snežne je imela obokano stebrišče porticus illorum de Rivola, ostanki so še vedno vidni ob bergamskih merah.